# Eleanor Mondale
Eleanor Jane Mondale Poling (19 de enero de 1960 – 17 de septiembre de 2011) fue una periodista, actriz y presentadora de televisión y radio estadounidense. Era la única hija del vicepresidente de los Estados Unidos durante 1977 y 1981, Walter Mondale. Durante su carrera en la actuación realizó papeles pequeños en las series Three's Company, Dinastía y Matt Houston.
Como periodista y presentadora de radio y televisión trabajó para canales como NBC, CBS, E! Entertainment y ESPN.

## Fallecimiento
Mondale fue diagnosticada con cáncer cerebral en junio de 2005. Sucumbió a la enfermedad en su casa en Minnesota el 17 de septiembre de 2011, a los 51 años.